# Newtone
NewTone — российская электронная группа, играющая break-beat, breaks, trip-hop.

## История

### Axess Denied (1997—2000)
Группа Axess Denied появилась в Екатеринбурге в 1997 году. 28 Июня 1997 Алексей HarDrum написал свой первый брейк-бит трек «The Iron».
После выступления на фестивале электронных проектов, проходившем в Челябинске в 1998 году, московский DJ «O» предложил поиграть музыку NewTone на радио «Станция» 106.8 FM в программе «Импульсы». Затем, в мае 1998 года, состоялось первое выступление Axess Denied в Москве. Там же состоялось знакомство Алексея (HarDrum) с будущим фронтменом группы — Денисом Гребенниковым (MC PhantomFlash). Вдвоем они составили новый и прочный костяк группы.
На крупных концертах к ним присоединяется барабанщик — Михаил Воробьев (C0Rp$e). Тогда и началось тесное сотрудничество группы с Сергеем Зайцевым, основателем Big Beat group и DJ-ем Андреем Or-Beat (Орбитальная Станция). Axess Denied участвовали во многих крупных акциях, сотрудничали с такими компаниями как: Universal Music Russia, радио «Станция», FEELEE, телеканалами PTP, MTV, Муз-ТВ, журнал НЕОН, движением «Учитесь плавать» (Александр Ф. Скляр) и многими другими.
В 2000 году группа победила в номинации «Лучший break-beat проект» на акции «Голос улиц 2000», проведенной телеканалом Муз-ТВ.
Музыка Axess Denied была издана на сборниках: «From RUSSIA with BREAKz», «НЕОН extreme», «Роллер», «Учитесь Плавать. Урок 4» и др. В 2001 году был сделан саундтрек к рекламному ролику «Hot Rod» компании Snickers. Одной из самых известных работ является брейк-бит ремикс на песню группы t.A.T.u. — «All the Things She Said» (Я сошла с ума) (HarDrum remix) — впоследствии изданный на европейском сингле и проданный более чем полумиллионным тиражом.

### NewTone (с 2005)
В 2002 году HarDrum начал поиск новой творческой концепции. Денис (MC PhantomFlash) принял решение уйти из группы и работать сольно. Алексей захотел создать что-то отличное от Axess Denied, но несущее такую же мощную энергетику и драйв ломаных ритмов. В результате творческих поисков, в феврале 2005 появился проект NewTone. С приходом в проект виолончелиста Ильи Лоткова (LotKoff) добавилось звучание струнных партий, которые ещё больше расширили диапазон музыкального стиля. В проекте Newtone так же принял участие гитарист и композитор Виктор Булатов, но после релиза композиций «Run» и «The Path» (соавтором которых он является), между ним и HarDrum’ом возникли разногласия, связанные с авторством, и он покинул проект.
В течение 2005—2006 года была начата запись песен для первого альбома NewTone.
Первое живое выступление группы NewTone в обновленном составе (Hardrum, Pashtet, Виктор Vityaz Булатов, Илья Лотков LotKoff) состоялось 11 июня 2007 года в московском клубе «Тень». Чуть позже музыка группы выходит в саундтреке к российскому блокбастеру «Бой с тенью 2: Реванш». В фильме композиции NewTone сопровождают практически все action-сцены. Помимо этого компания Creoteam и Buka Entertainment привлекли NewTone для создания саундтрека к их новой игре «Collapse», часть композиций которого можно было услышать в фильме.
В ноябре 2007 года у NewTone выходит первый сингл «The Path», который и звучит в трейлере игры «Collapse».
«The Path» стал ответом на общую ситуацию в мировом музыкальном бизнесе: он вышел только в формате digital download mp3 и распространялся бесплатно. Эксклюзивные права на распространение сингла в течение первого месяца получил сайт «Music.km.ru», который уверенно держит первые места в рейтинге музыкальных сайтов (по подсчётам Rambler Top100  Архивная копия от 13 апреля 2008 на Wayback Machine)
В августе 2008 года группа объявила о выходе дебютного альбома, получившего название «No Copyrights». Лейблом этого релиза выступил торрент-трекер «torrents.ru», а сам релиз объявлен бесплатным.
25 сентября 2008 года компании Creoteam и Buka Entertainment выпускают компьютерную игру «Collapse», в саундтрек которой вошли треки NewTone.. В 2010 состоялся релиз второй части игры, в которой также можно услышать новые композиции NewTone.
В декабре 2008 года группа NewTone подписала договор с лейблом Pitch Music Ltd. на издание сингла «Sad Song». Эта песня не вошла в альбом «No Copyrights», но была записана в ходе рекординг-сессий для этого альбома. Кроме того, музыканты и издательство объявили о начале конкурса ремиксов на главный трек этого сингла. Конкурс проводился с 25 декабря по 1 января и в нём приняли участие около 300 работ. 7 февраля NewTone объявили победителей этого конкурса: Atlantis Ocean, Babyman и ezzy Safaris (1, 2 и 3 места соответственно). По итогам конкурса, выпускающий лейбл Pitch Music Ltd. и группа NewTone, объявили о выходе целой серии синглов «Sad Song» с лучшими работами конкурса — в период с апреля по июнь вышло 4 сборника, а после этого лейбл выпустил и пятую компиляцию — «Sad Song: The Best Remixes».
Весной 2009 года группа объявила о начале рекординг-сессий для записи нового материала. В июне 2009 года было объявлено, что параллельно с записью альбома группа работает над саундтреками сразу к двум новым российским блокбастерам.
26 ноября 2009 года вышел фильм Павла Санаева «На игре», в котором участвует два новых трека «The Game» и «LoveMachine».
В фильме «Темный мир» Антона Мегердичева также звучат композиции NewTone.
В интервью для радио Арены, HarDrum сообщил, что NewTone работает над саундтреком к сиквелу игры «Collapse».
Новый сингл NewTone «LoveMachine» вышел весной 2010 года. Песня попала в эфир радиостанций.
18 февраля 2010 года группа объявила о начале конкурса ремиксов на сингл «LoveMachine», который прошел при поддержке портала PromoDJ. Как и в прошлый раз, в конкурсе принимало участие около 300 работ. 25 марта 2010 года были определены победители конкурса: Dj bacchus, SynSUN & Mike Kukin, Malevich (1, 2 и 3 места), которые получили призы, предоставленные магазином DJ-STORE.
В апреле 2010 года в прокат вышло продолжение фильма — «На игре: Новый уровень», в котором звучат три композиции NewTone «The Game (edit)», «Engine Room» и «Outlawry».
13 мая 2010 года вышло продолжение компьютерного экшн’а «Collapse: Ярость». В саундтрек вошли композиции NewTone, среди которых есть версии уже известных композиций с альбома «No Copyrights», а также несколько новых композиций.
30 декабря 2010 года вышел новый цифровой сингл «Dark Worlds».
30 ноября 2011 года группа NewTone объявила о начале конкурса ремиксов. На этот раз конкурсантам был предоставлен сингл «The Game», записанный совместно с «Troy MacCubbin», ex. гитаристом группы t.A.T.u. и основателем компании «Alloy Tracks». Конкурс прошел при поддержке портала PromoDJ и компании «FabFilter». В конкурсе приняли участие 100 работ. 8 января 2012 года были определены победители конкурса: 1е место: Isotope 227 dubstep remix, 2е место: Faberlique remix, 3е место: Opus Integra epic orchestral remix. Все победители получили призы от компании «FabFilter».
11 февраля 2012 года вышел цифровой сингл — «The Game».

## Дискография

### Альбомы
| Год  | Альбом |
| ---- | --- |
| 2008 | No Copyrights - Релиз: август 2008 - Лейбл: M2 - Формат:download, Авторская раздача на torrents.ru, iTunes |

### Синглы & EP
| Год  | Single / EP                    | Альбом           |
| ---- | ------------------------------ | ---------------- |
| 2007 | The Path                       | No Copyrights    |
| 2008 | The Path.International Edition | No Copyrights    |
| 2009 | Sad Song.Part One.             | Non-album single |
| 2009 | Sad Song. Part Two             | Non-album single |
| 2009 | Sad Song. Part Three           | Non-album single |
| 2009 | Sad Song. Part Four            | Non-album single |
| 2009 | Sad Song. The Best Remixes     | Non-album single |
| 2010 | LoveMachine                    | Digital release  |
| 2010 | DarkWorlds                     | Digital release  |
| 2012 | The Game                       | Digital release  |

## Фильмография
| Год  | Название трека  | Название фильма        |
| ---- | --------------- | ---------------------- |
| 2007 | Run!!!!         | Бой с тенью 2: Реванш  |
| 2007 | Contabele       | Бой с тенью 2: Реванш  |
| 2007 | Roadway         | Бой с тенью 2: Реванш  |
| 2007 | Marrakesh Slam  | Бой с тенью 2: Реванш  |
| 2009 | LoveMachine     | На игре                |
| 2009 | The Game        | На игре                |
| 2010 | The Game (edit) | На игре: Новый уровень |
| 2010 | Engine Room     | На игре: Новый уровень |
| 2010 | Outlawry        | На игре: Новый уровень |
| 2010 | DarkWorlds      | Темный мир             |
| 2010 | Killer          | Темный мир             |

## Видео
- Run!!!! (OST «Бой с тенью 2: Реванш». M2)

## Участие в компьютерных играх
- «Collapse». Creoteam. 2008
- «Collapse: The Rage». Creoteam. 2010

## Выступления
— фестиваль «MENTHOL MUSIC 1999» (МДМ, СРК «Центр», «Свалка») 

— фестиваль экстремальной музыки и спорта «Мастера Экстрима» (СРК «Центр») 

— презентация альбома Liam Howlett/Prodigy «The Dirtchamber Sessions» (СРК «Центр») 

— день рождения компании Rise Liss’s (МДМ) 

— Орбитальная Станция «Hardcore vs Djungle» (МДМ) 

— «Разумный Выбор» (дк. им. Горбунова) 

— «ИНСТАНЦИЯ» (Парк Горького) 

— «ADIDAS street ball challenge» (Москва, Театральная площадь) 

— Битва титанов «Rammstein» VS «Nine Inch Nails» (МДМ, FeeLee & Universal Music Russia) 

— день рождения Радио «СТАНЦИЯ 2000» (МДМ) 

— Клуб «Тень», 11.06.2007 

— Презентация фильма «Бой с тенью 2: Реванш», Москва, Пушкинская пл., 17.10.2007 

— Клуб «Fabrique», afterparty презентации фильма, 17.10.2007